# Communauté de communes la Porte du Vignoble
La Communauté de communes la Porte du Vignoble est une ancienne structure intercommunale située dans le département du Bas-Rhin et la région Grand Est ; elle comptait 10 communes membres.

## Historique
La communauté de communes la Porte du Vignoble a été créée le 1er janvier 1994. 
Elle a été rejointe par la commune de Nordheim le 1er janvier 2003, puis par la Communauté de communes des Villages du Kehlbach composée des communes de Bergbieten, Dangolsheim et Flexbourg le 1er janvier 2008.
Elle a disparu le 31 décembre 2016 après sa fusion avec la communauté de communes des coteaux de la Mossig pour former la communauté de communes de la Mossig et du Vignoble.

## Composition
- Bergbieten adhésion le 1er janvier 2008 (3 délégués)
- Dahlenheim (3 délégués)
- Dangolsheim adhésion le 1er janvier 2008 (3 délégués)
- Flexbourg adhésion le 1er janvier 2008 (3 délégués)
- Kirchheim (3 délégués)
- Marlenheim (6 délégués)
- Nordheim adhésion le 23 décembre 2002 (3 délégués)
- Odratzheim (3 délégués)
- Scharrachbergheim-Irmstett (4 délégués)
- Wangen (3 délégués)

## Administration
La communauté de communes la Porte du Vignoble avait son siège à Marlenheim. Son dernier président est Marcel Luttmann, maire de Marlenheim.